# Sembilangan
Sembilangan is een bestuurslaag in het regentschap Bangkalan van de provincie Oost-Java, Indonesië. Sembilangan telt 962 inwoners (volkstelling 2010).